# Ratangarh (Churu)
Ratangarh ist eine Stadt im indischen Bundesstaat Rajasthan.
Die Stadt ist Teil des Distrikts Churu. Ratangarh hat den Status einer Municipality. Die Stadt ist in 35 Wards gegliedert. Sie hatte am Stichtag der Volkszählung 2011 71.124 Einwohner, von denen 36.355 Männer und 34.769 Frauen waren. Die Alphabetisierungsrate lag 2011 bei 75,8 % und damit leicht über dem nationalen Durchschnitt. Hindus bilden mit einem Anteil von ca. 73 % die Mehrheit der Bevölkerung in der Stadt. Muslime bilden mit einem Anteil von ca. 26 % eine Minderheit.
Es ist bekannt für seine großen Havelis (Herrenhäuser) mit Fresken, die eine architektonische Spezialität der Region Shekhawati sind.
Der Bahnhof Ratangarh ist eine wichtige Eisenbahnstation im Norden von Rajasthan, die Bikaner und Jodhpur über Eisenbahnlinien mit Delhi verbindet.